# 汤姆森-贝特洛原理
汤姆森-贝特洛原理（Thomsen-Berthelot principle）是化学发展史上关于热力学方面的一个假设。1854年丹麦化学家尤利乌斯·汤姆森首先提出了这一原理，他认为所有自发的化学反应都伴随着热的产生。1864年法国化学家马塞林·贝特洛再次独立提出了它，并强调自发的化学反应会趋向于放出热量最多的方向进行。这一假设解释了一些化学反应，但是在自发发生的吸热反应和可逆反应的解释方面遇到了困难。1875年贝特洛对这一原理进行了修正，提出了体系作出的最大功的概念。1876年约西亚·吉布斯和1882年德国科学家赫尔曼·亥姆霍茨分别证实了化学反应并非趋于放出最大热量，而是趋于产生最大功，即使得体系的自由能趋于最小，从而否定了这个假设。